# グリシンアミド
グリシンアミド（英語: glycinamide）は、化学式が H2NCH2C(O)NH2 の有機化合物である。アミノ酸のグリシンのアミド誘導体である。白色の固体で、水に溶ける。グリシンアミドなどのアミノ酸アミドは、アミノ酸エステルをアンモニアで処理することによって合成される。
遷移金属の配位子となる。
グリシンアミドの塩酸塩であるグリシンアミド塩酸塩は、生理的範囲のpHを持つグッドバッファーの一つである。グリシンアミド塩酸塩は生理的pH（20℃で8.20）に近いpKaを持つため、細胞培養に有用である。ΔpKa/℃は-0.029で、0℃における水への溶解度は6.4 Mである。
グリシンアミドは、グリシンアミドリボヌクレオチド（de novoプリン生合成における中間体）の合成に使われる試薬である。